# جول أرمان دوفور
جول أرمان ـ ستانيسلاس دوفور (بالفرنسية Jules-Armand-Stanislas Dufaure): سياسي فرنسي.
ولد دوفور بتاريخ 4 كانون الأول 1798 في سوجون التابعة لشارونت ماريتيم. وتوفي بتاريخ 27 حزيران 1881 في رويي مالميزون التابعة لهوت دو سين.